# Lewis Holtby
Lewis Holtby (Erkelenz, 18. rujna 1990.) je njemački nogometaš koji igra na poziciji veznog igrača za Holstein Kiel. Triput je nastupio za njemačku reprezentaciju.

## Vanjske poveznice
- Profil na Transfermarktu
- Profil na Soccerwayu